# Greenhorn (Kalifornia)
Greenhorn – jednostka osadnicza w Stanach Zjednoczonych, w stanie Kalifornia, w hrabstwie Plumas.